# Лені Йоро
Лені Олів'є Йоро (фр. Leny Olivier Yoro; 13 листопада 2005, Сен-Морис) — французький футболіст, центральний захисник клубу  «Манчестер Юнайтед».

## Клубна кар'єра
У віці 6 років Йоро почав займатися в команді Альфорвіль, а вже через рік у Вільнев-д'Аск. Ще через 5 років 12-річний Лені став грати за академію Лілля. 10 січня 2022 року він підписав свій перший професійний контракт із клубом.
Дебютував за «Лілль» 14 травня 2022 року в матчі проти «Ніцци» в рамках чемпіонату Франції і став наймолодшим гравцем в історії клубу, побивши рекорд Едена Азара.
24 серпня 2023 року Йоро забив свій перший гол у клубі в матчі першого раунду плей-оф Ліги Конференцій 2023-24 проти «Рієки» (2–1). Через місяць, 16 вересня, він забив свій перший гол у Лізі 1 за «Лілль» у виїзній нічиїй проти «Ренна» (2–2).
18 липня 2024 року Йоро офіційно підписав п'ятирічний контракт з англійським клубом «Манчестер Юнайтед» до 2029 року з можливістю продовження на один рік. За даними різних оглядачів та журналістів, фінансові деталі трансферу включають початковий та базовий гонорар у розмірі 52,2 мільйона фунтів стерлінгів та максимум 6,7 мільйона фунтів стерлінгів доплат залежно від спортивних умов. Його контракт передбачає річну зарплату близько 5,9 млн фунтів плюс 1,7 млн фунтів у вигляді можливих бонусних виплат за сезон.  Він отримав номер 15 - той самий, який він мав у Ліллі -  який раніше був у легенди клубу Неманя Видич. Перш ніж Йоро вирішив приєднатися до «Манчестер Юнайтед», на нього також претендували «Реал Мадрид», «Парі Сен-Жермен» та англійський «Ліверпуль».
У жовтні 2024 року ввійшов у список 25-ти фіналістів на звання «Golden Boy» 2024 року.

## Виступи за збірні
Лені Йоро виступає за збірну Франції до 17 років. Свій перший матч за команду він провів 21 серпня 2021 року проти Іспанії. Того дня він вийшов у старті, і його команда програла з різницею в шість м'ячів.
У 2022 році він був включений до складу збірної до 18 років на міжнародний турнір у Ліможі та також зіграв лише один матч. 21 вересня Йоро вийшов в стартовому складі матча проти команди Естонії 3–0.
16 березня 2023 року Йоро вперше був викликаний тренером Ліонелем Руселем у збірну до 19 років.
3 вересня 2023 року тренер Тьєррі Анрі вперше викликав Йоро до збірної Франції до 21 року. Він замінив Тангі Ньянзу, який спочатку був включений до складу збірної.